# Eleccions al Parlament del Regne Unit de febrer de 1974
Les eleccions al Parlament del Regne Unit de febrer de 1974 es van celebrar el 28 de febrer de 1974. Tot i que el partit més votat fou el Conservador, els laboristes van treure quatre escons més. Com que les negociacions entre conservadors i liberals fracassaren, Harold Wilson va poder formar govern. Tanmateix, la signatura dels acords de Sunningdale per a Irlanda del Nord provocaren l'avançament de les eleccions sis mesos després.

## Resultats
| Partit                             | Líder          | Vot popular | %      | Escons | Canvi (de 1974) |
| Partit Laborista                   | Harold Wilson  | 11.645.616  | 37,2%  | 301    | +13             |
| Partit Conservador                 | Edward Heath   | 11.872.180  | 37,9%  | 297    | -33             |
| Partit Liberal                     | Jeremy Thorpe  | 6.059.519   | 19,3%  | 14     | +8              |
| Partit Nacional Escocès            | William Wolfe  | 633.180     | 2,0%   | 7      | +1              |
| Partit Unionista de l'Ulster       | Brian Faulkner | 232.103     | 0,8%   | 7      | -1              |
| Plaid Cymru                        | Gwynfor Evans  | 171.374     | 0,6%   | 2      | +2              |
| Social Democratic and Labour Party | John Hume      | 160.137     | 0,6%   | 1      | +1              |
| Partit Unionista Democràtic        | Ian Paisley    | 58.656      | 0,3%   | 1      | +1              |
| Vanguard                           | William Craig  | 75.944      | 0,3%   | 3      | +3              |
| Republicans independents           | Frank Maguire  | 5.662       | 0,1%   | 1      |                 |
| Laborista Democràtic               | Dick Taverne   | 14.780      | 0,1%   | 1      | +1              |
| Laborista Independent              |                | 29.892      | 0,1%   | 1      | +1              |
| National Front                     | Tom Holmes     | 76.865      | 0,2%   | -      | 0               |
| Mebyon Kernow                      | Richard Jenkin | 850         | 0,001% | -      | 0               |